# ロディ・デ・ブール
ロディ・デ・ブール（Rody de Boer、1997年8月22日 - ）は、オランダ・デン・ハーグ出身のサッカー選手。ローダJC所属。ポジションはGK。

## 経歴
ADOデン・ハーグの下部組織出身。2016-17シーズンの12月10日、エールディヴィジのNECナイメヘン戦で61分にシェラルド・ベッカーとの途中交代でプロデビューを果たした。
2017年5月26日、エールステ・ディヴィジのテルスターに2年契約で移籍した。テルスターでは10月6日のFCフォレンダム戦をU-20オランダ代表招集で欠場した以外は、全試合にスタメンフル出場を果たし、リーグ戦37試合に出場した。
2018年6月15日、AZアルクマールと4年契約を結んだ。初年度の2018-19シーズンはトップチームでの出場機会はまったくなかったが、翌シーズン、12月21日のスパルタ・ロッテルダムと1月18日のヴィレムII戦がトップチームでのわずかな出場機会となった。
2020年6月10日、エールステ・ディヴィジのデ・フラーフスハップへ1シーズンレンタルされることが決まった。
2021年7月6日、ローダJCに3年契約で移籍した。